# Euderia squamosa
Euderia squamosa är en skalbaggsart som beskrevs av Thomas Broun 1880. Euderia squamosa ingår i släktet Euderia och familjen kapuschongbaggar. Inga underarter finns listade i Catalogue of Life.

## Bildgalleri

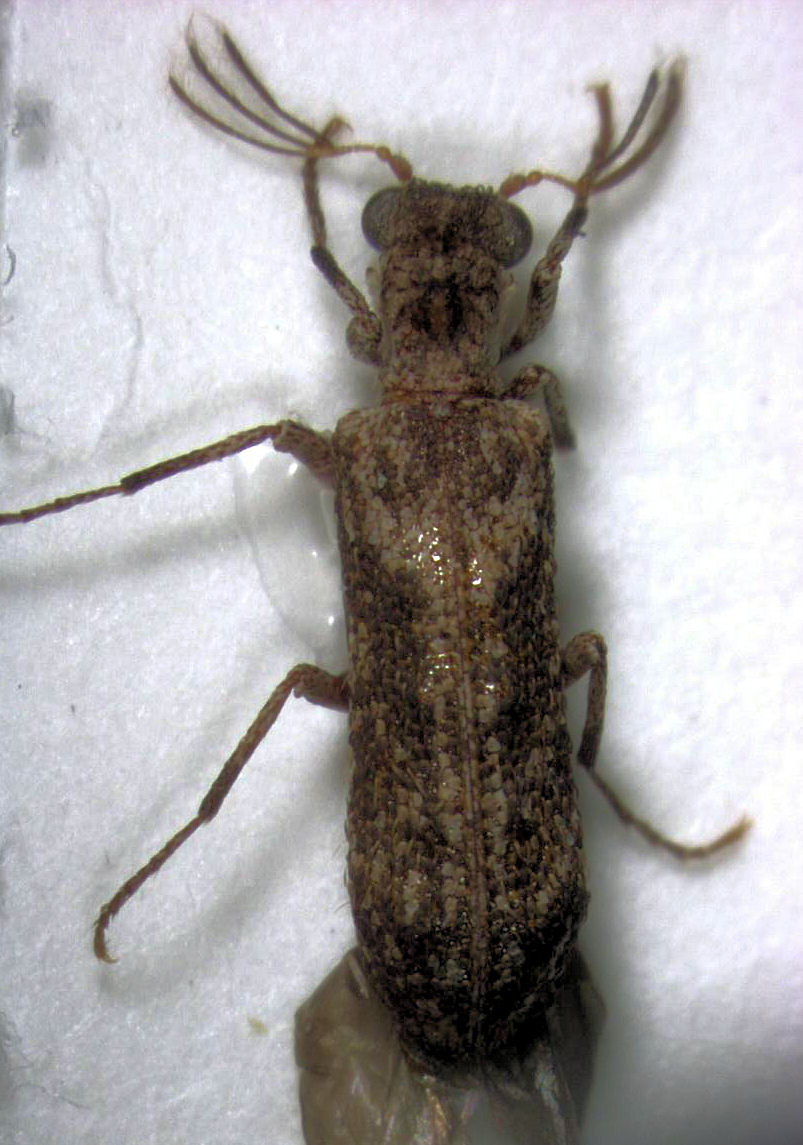